# Alep Tjåhkålis
Alep Tjåhkålis är ett fjäll i Arjeplogs kommun i Norrbottens län. Fjället ligger cirka 25 km från centralorten Arjeplog. Alep Tjåhkålis topp ligger 782 meter över havet.